# Моррістаун (Міннесота)
Моррістаун (англ. Morristown) — місто (англ. city) в США, в окрузі Райс штату Міннесота. Населення — 949 осіб (2020).

## Географія
Моррістаун розташований за координатами 44°13′29″ пн. ш. 93°26′43″ зх. д. / 44.22472° пн. ш. 93.44528° зх. д. (44.224630, -93.445228).  За даними Бюро перепису населення США в 2010 році місто мало площу 2,66 км², з яких 2,64 км² — суходіл та 0,02 км² — водойми. В 2017 році площа становила 2,81 км², з яких 2,81 км² — суходіл та 0,00 км² — водойми.

## Демографія
Згідно з переписом 2010 року, у місті мешкало 987 осіб у 388 домогосподарствах у складі 255 родин. Густота населення становила 371 особа/км².  Було 424 помешкання (159/км²).
Расовий склад населення:
| - 96,3 % — білих - 0,6 % — чорних або афроамериканців - 0,2 % — азіатів |

До двох чи більше рас належало 2,0 %. Частка іспаномовних становила 3,6 % від усіх жителів.
За віковим діапазоном населення розподілялося таким чином: 25,9 % — особи молодші 18 років, 58,7 % — особи у віці 18—64 років, 15,4 % — особи у віці 65 років та старші. Медіана віку мешканця становила 37,8 року. На 100 осіб жіночої статі у місті припадало 101,0 чоловіків;  на 100 жінок у віці від 18 років та старших — 103,1 чоловіків також старших 18 років.
Середній дохід на одне домашнє господарство  становив 54 689 доларів США (медіана — 47 188), а середній дохід на одну сім'ю — 64 799 доларів (медіана — 61 667). Медіана доходів становила 43 333 долари для чоловіків та 34 500 доларів для жінок. За межею бідності перебувало 7,5 % осіб, у тому числі 5,8 % дітей у віці до 18 років та 10,4 % осіб у віці 65 років та старших.
Цивільне працевлаштоване населення становило 495 осіб. Основні галузі зайнятості: освіта, охорона здоров'я та соціальна допомога — 23,8 %, виробництво — 20,0 %, роздрібна торгівля — 10,3 %, науковці, спеціалісти, менеджери — 7,9 %.